# Roméo Lavia
Roméo Lavia, född 6 januari 2004 i Bryssel, är en belgisk fotbollsspelare som spelar för Premier League-klubben Chelsea.

## Klubbkarriär
Den 6 juli 2022 värvades Lavia av Southampton, där han skrev på ett femårskontrakt.
Den 18 augusti 2023 värvades Lavia av Chelsea, där han skrev på ett sjuårskontrakt. Efter en skada debuterade han för klubben den 27 december 2023 då han blev inbytt i en 2–1-vinst mot Crystal Palace i Premier League.